# 중산릉

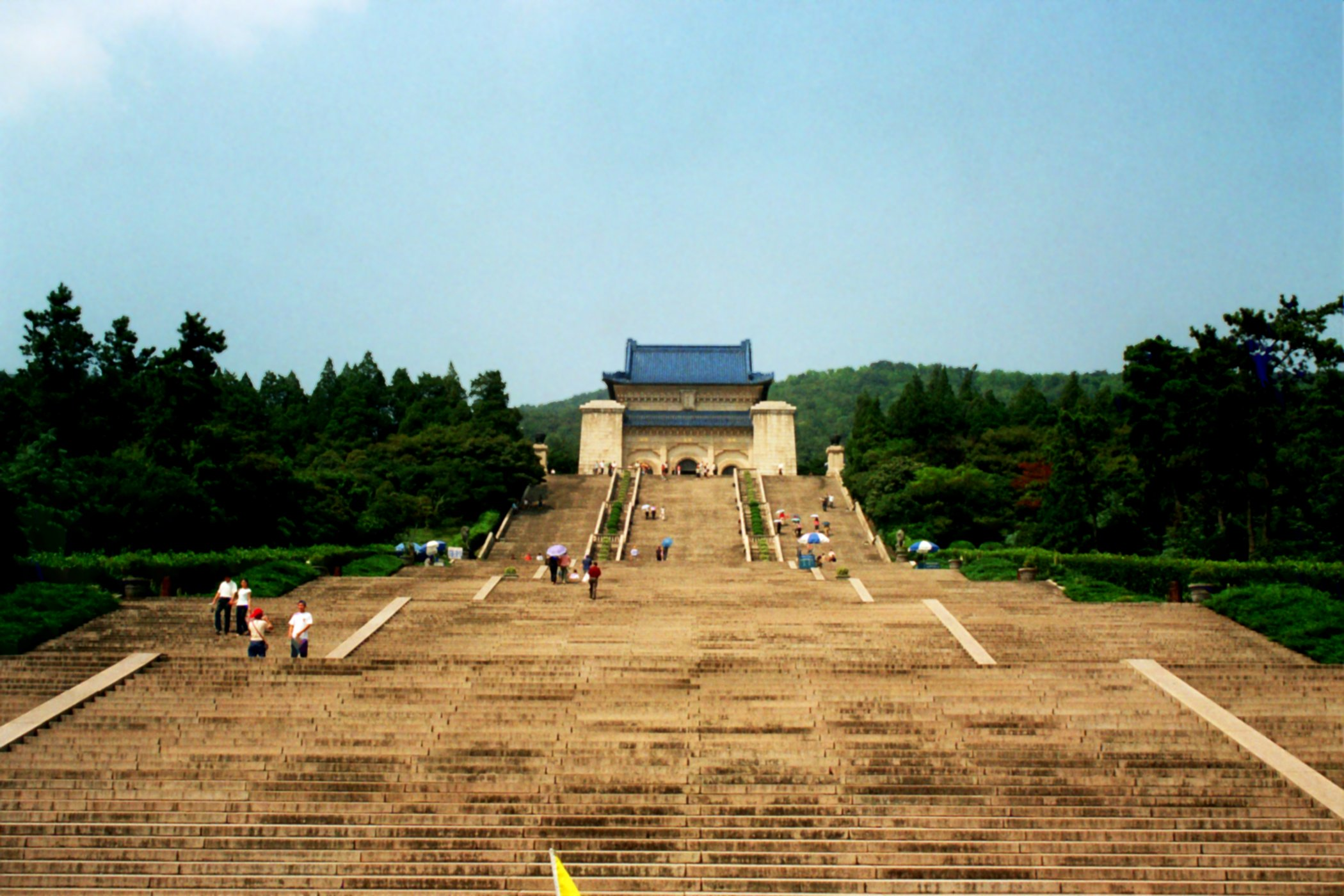
중산릉

중산릉(中山陵)은 중화인민공화국 장쑤성(江蘇省) 난징시(南京市) 자금산(紫金山) 중턱에 위치한 쑨원의 능묘로, 1929년에 2년 간의 공사를 마쳤다. 묘당은 화강암으로 지었고, 노대(露臺)에서 묘당까지 339개의 계단이 이어져 있다.

## 같이 보기
- 우즈후이
- 양밍산
- 손중산남양기념관
- 손문기념관
- 중산기념공원